# 網路位址
網路位址（英語：Network address）是電信網路（Telecommunications network）中節點或網路介面的識別碼。網路位址通常被設計為一個跨網路獨一無二的識別碼，但是某些網路系統中，允許本地或相對位址，可以是非獨一的。在一個網路系統中，通常擁有不只一種網路位址。

## 分類
常見的網路位址可以分為：
- 分類位址
- IP地址
- IPX位址
- 網絡層位址
- X.25/X.21位址
- MAC地址
- Host address